# قزمة الدلو
قزمة الدلو (بالإنجليزية : Aquarius Dwarf ) هي مجرة قزمة غير منتظمة سجلت عام 1959 في فهرس DDO survey . وهي إحدى الأجرام السماوية التي تبدي انزياح نحو الأزرق. حيث أنها تقترب من مجرتنا، مجرة درب التبانة، بسرعة 137 كيلومتر في الثانية . ومجرة الدلو القزمة تنتمي إلى كوكبة الدلو. ومنذ عام 1999 تعتبر مجرة الدلو القزمة من ضمن المجموعة المحلية من المجرات .

## وصلات خارجية
- موقع الكون